# Drive-by Truckers
Drive-by Truckers is een Amerikaanse rockgroep, die zich richt op het maken van alternatieve rock, country en southern rock. De groep heeft Athens, Georgia als thuisbasis, maar frontmannen Patterson Hood en Mike Cooley komen oorspronkelijk uit de regio Shoals in het noorden van Alabama. In de muziek wordt daarom veel verwezen naar Alabama.

## Bezetting

### Huidig bezetting
- Patterson Hood (gitaar, zang, mandoline, 1996-heden)
- Mike Cooley (gitaar, zang, banjo, mondharmonica, 1996-heden)
- Brad 'EZB' Morgan (drums, 1999-heden)
- Jay Gonzalez (keyboards, gitaar, accordeon, zaag, achtergrondzang, 2008-heden)
- Matt Patton (bas, achtergrondzang, zang, 2012-heden)
- David Barbe (producent, technicus, gitaar, bas, keyboards, zang, 1998-heden)

### Voormalige leden
- Adam Howell (bas, achtergrondzang, 1996-1999)
- Matt Lane (drums, 1996-1999)
- John Neff (gitaar, pedal steel gitaar, achtergrondzang, 1996-1999, 2003, 2006-2012)
- Barry Sell (mandoline,1996-1999)
- Earl Hicks (bas, 1999-2003)
- Rob Malone (gitaar, bas, zang, 1999-2001)
- Jason Isbell (gitaar, keyboards, zang, 2001-2007)
- Shonna Tucker (bas, zang, gitaar, keyboard, 2003-2011)
- Spooner Oldham (elektrische piano, elektrisch orgel, 2003, 2007-2008)

### Touring/sessie
- Jyl Freed (zang, 2000)
- Kelly Hogan (zang, 2000)
- Amy Pike (zang, 2000)
- Anne Richmond Boston (zang,2000)
- Scott Danbom (viool, 2003)
- Clay Leverett (harmonie, 2003)
- Adam Courson (hoorns, 2013)

## Muziekstijl
De muziekstijl van Drive-By Truckers bevat elementen van rock-'n-roll, southern rock, country, punkrock, cowpunk, poppunk, blues, soul, southern soul en r&b. Bands en artiesten die van invloed op de groep zouden zijn geweest, zijn onder meer The Clash, Richard Hell & The Voidoids, The Jim Carroll Band, Grandmaster Flash and the Furious Five, Goodie Mob, OutKast, Loretta Lynn, George Jones, Tammy Wynette, Ferlin Husky, Lefty Frizzell, Hank Snow, Hank Williams sr., Hank Williams jr., Red Sovine, Red Foley, Merle Haggard, Tom T. Hall, Townes Van Zandt, Neil Young en Lynyrd Skynyrd. De muziek van de band is geclassificeerd als southern rock, countryrock, rock-'n-roll, alternatieve country, r&b, arena rock, country, emo country, folkrock, hardrock, indierock, neo-southern rock, postcowpunk, rootsrock, southern gothic en southern soul.
Songteksten van Drive-By Truckers staan bekend om het uiten van de linkse politieke opvattingen van de band, in het bijzonder bandlid en songwriter Patterson Hood. Jonathan Bernstein, die voor Rolling Stone schreef, beschreef American Band als het meest politiek geladen album van de band en beschreef de nummers als stompe, pissige volksliederen uit het Trump-tijdperk, waarvan bijna de helft over wapengeweld gaat. Het lied Ramon Casiano gaat over het weinig bekende verhaal van wapenrechtenadvocaat en voormalig NRA-leider Harlon Carter, die in 1931 een 15-jarige Spaanse jongen neerschoot en doodde, maar ontsnapte aan opsluiting. Hood schreef What it Means in reactie op de dood van Trayvon Martin en Michael Brown, ongewapende zwarte tieners wiens moorden leidden tot de Black Lives Matter-beweging. Surrender Under Protest, Ever South en Guns of Umpqua onderzoeken generaties van raciale onrechtvaardigheid in een land dat 'eerst schiet en later vragen stelt'. Once They Banned Imagine bespreekt censuur van kunst in tijden van de crisis, vooral na de aanslagen van 11 september. Bandlid en songwriter Mike Cooley herinnerde zich dat na de aanslagen van 9/11, Clear Channel een lijst met nummers uitbracht die hun stations niet zouden mogen spelen. Het vervolgalbum The Unraveling zet de politieke songwriting van de band voort met Thoughts and Prayers en Babies in Cages over de kwestie van wapengeweld en het rechtstreekse familiescheidingsbeleid van de regering-Trump. The New OK bevatte nummers die zijn geschreven als reactie op de Black Lives Matter-protesten in Portland en de COVID-19-pandemie.

## Geschiedenis

### Vroege dagen
Drive-By Truckers werd geformeerd in 1996 door Patterson Hood (zoon van bassist David Hood van Muscle Shoals Rhythm Section) en zijn oude vriend, voormalige kamergenoot en muzikale partner Mike Cooley in Athens. De twee hadden in verschillende andere bands gespeeld, waaronder Adam's House Cat, dat eind jaren 1980 door een Musician-wedstrijd in de top 10 van "Best Unsigned Band" werd gekozen. De opnamen Town Burned Down van Adam's House Cat werden in september 2018 uitgebracht bij ATO Records. Na de ontbinding van Adam's House Cat traden Cooley en Hood op als duo onder de naam Virgil Kane. Ze formeerden uiteindelijk de band Horsepussy met bassist-zanger Adam Howell (later bij DBT) en Aaron Bryant (broer van DBT-webmaster Jenn Bryant) voordat ze een paar jaar uit elkaar gingen. Tijdens deze splitsing verhuisde Hood naar Athens en begon met het formeren van wat Drive-By Truckers zou worden.
De oorspronkelijke bezetting van de band was flexibel, maar meestal met Hood, Cooley en Howell, samen met drummer Matt Lane, pedal steel-speler John Neff en mandoline-speler Barry Sell. Ze brachten in 1998 hun eerste album Gangstabilly uit, met Hood en Cooley die soms mandoline en banjo speelden in plaats van gitaar en Howell op contrabas. Na het opnemen van hun eerste album, voegde de band gitarist/zanger Rob Malone toe. Op het tweede album Pizza Deliverance, uitgebracht in 1999, was Howell vertrokken, Malone overgestapt op bas en had Sell de band verlaten. Neff werd ook vermeld als gast in plaats van als lid, hoewel hij op een groot deel van het album speelt. Hood domineerde de songwriting en leadzang in deze vroege platen, maar Cooley, Howell en Malone droegen ook liedjes bij, waarbij Cooley's aandeel in de songwriting aanzienlijk toenam met het tweede album.
Na hun tweede publicatie werd Lane vervangen door drummer Brad Morgan, die al voor Lane had gespeeld tijdens een aantal shows van de band. Morgan werd het andere constante lid van de band, samen met Hood en Cooley. Omdat Neff ook had geweigerd een fulltime bandbijdrage te leveren, bleven Hood en Cooley achter als de enige oorspronkelijke leden. De band begon toen aan een landelijke tournee als een vierkoppige band, wat resulteerde in het livealbum Alabama Ass Whuppin' (uitgebracht in 2000 door Second Heaven Records, opnieuw uitgebracht in 2002 door Terminus Records en opnieuw in 2013 bij ATO Records).

### Southern Rock Opera
Na drie jaar onderweg was er een hechte groep muzikanten ontstaan. Malone was weer overgestapt op gitaar, waardoor de band een driekoppige gitaarbezetting kreeg, net als Lynyrd Skynyrd. Earl Hicks, een vriend die eerder betrokken was bij de productie van de band, nam de bas over. Daarna begonnen ze te werken aan het dubbelalbum Southern Rock Opera uit 2001.
Het album verweeft de geschiedenis van Lynyrd Skynyrd tot een verhaal over de fictieve rockband Betamax Guillotine, wiens verhaal zich afspeelt in de context van het zuiden in de jaren 1970. Southern Rock Opera werd oorspronkelijk op 12 september 2001 in eigen beheer uitgebracht bij het eigen Soul Dump Records van Drive-By Truckers en oogstte lof van zowel fans als critici. Om aan de nieuwe vraag te voldoen die onder meer werd veroorzaakt door een viersterrenrecensie in Rolling Stone, werd Southern Rock Opera in juli 2002 opnieuw uitgegeven door Mercury Records en Lost Highway Records. Kort daarna werden Drive-By Truckers uitgeroepen tot «Band of the Year» door het tijdschrift No Depression.
Terwijl Drive-By Truckers aan het toeren waren ter ondersteuning van Southern Rock Opera, kreeg de band eind 2001 een probleem in de vorm van het vertrek van Rob Malone, waarna nog maar twee gitaristen over bleven (Cooley en Hood). Songwriter Jason Isbell werd aan de bezetting toegevoegd als derde gitarist van de band. Tijdens zijn vijf jaar bij Drive-By Truckers werden de composities van Isbell net zo geprezen als die van Cooley en Hood.

### Met Jason Isbell
Na het ondertekenen van een nieuwe deal met het in Austin gevestigde platenlabel New West, begon Drive-By Truckers met het opnemen van de opvolger van Southern Rock Opera. Het resultaat was Decoration Day uit 2003, die net als zijn voorganger veel lovende kritieken ontving. Het was weer een conceptalbum met personages die worden geconfronteerd met moeilijke beslissingen over huwelijk, incest, uiteenvallen, wraak, moord en zelfmoord. Het album bevat een eclectische mix van het nieuwere rootsy, hardrockende geluid van de band met een deel van hun oudere alt-country sound. Voormalig lid John Neff keerde terug als gast om pedal steel te spelen op ongeveer de helft van het album, hoewel hij niet met de band op tournee ging voor het album.
Na jarenlang produceren en spelen met Drive-By Truckers, verliet bassist Earl Hicks de band op 22 december 2003. Hicks werd onmiddellijk vervangen door studio-bassiste Shonna Tucker, de toenmalige echtgenote van gitarist Jason Isbell. Tucker was eerder te gast op Decoration Day en speelde contrabas op het door Cooley geschreven nummer Sounds Better in the Song.
In 2004 bracht Drive-By Truckers het conceptalbum The Dirty South uit, waarin de mythologie van het zuiden verder werd verkend, met nummers die waren gericht op Sam Phillips en Sun Records, John Henry, en een suite met drie nummers over sheriff Buford Pusser. Met Cooley en Isbell die elk 4 nummers bijdroegen op de set van 14 nummers, was het het eerste album van de band waarvoor Hood de meeste nummers niet schreef.
Na een tournee door 2004 en 2005, vonden Drive-By Truckers eind 2005 hun weg naar de Fidelitorium Recording Studio in Forsyth County. Deze opnamesessies, wederom geproduceerd door David Barbe, resulteerden in de zevende lp A Blessing and a Curse, uitgebracht op 18 april 2006 en demonstreerde het vermogen van Drive-By Truckers om nieuwe terreinen te betreden. Het album klinkt minder als Lynyrd Skynyrd en lijkt meer op de kale Britse rock van de vroege jaren 1970 zoals The Rolling Stones en The Faces. De invloed van Tom Petty, Blue Öyster Cult en Neil Young op het geluid van de band is ook prominenter aanwezig op dit album.
Op 1 september 2009 bracht Drive-By Truckers een verzameling B-kantjes en rariteiten uit, getiteld The Fine Print: A Collection of Oddities and Rarities, die werden opgenomen tijdens de Decoration Day en The Dirty South-sessies. Hoewel uitgebracht nadat hij de band verliet, bevat het album twee nummers geschreven door Jason Isbell.

### Wijziging bezetting
In 2006 herenigde Drive-By Truckers zich, zowel op het podium als op de plaat, met pedal steel-gitarist John Neff. Neff was te horen in één nummer op A Blessing and a Curse. In het volgende jaar begon Neff te toeren met de band als een onofficieel zesde lid.
Op 5 april 2007 maakte Jason Isbell bekend dat hij niet langer lid was van de band. De volgende dag bevestigde Patterson Hood de breuk op de officiële site. In zijn brief aan de fans beschreef Hood het afscheid als vriendschappelijk en sprak de hoop uit dat fans Drive-By Truckers zouden blijven steunen, evenals de solo-pogingen van Isbell. In dezelfde brief kondigde Hood aan dat Neff een voltijds lid zou worden, zowel op gitaar als pedal steel. Zes jaar na het vertrek van Isbell uit de band, onthulde hij dat de gerapporteerde vriendschappelijkheid van de splitsing een poppenkast was en dat hij gedwongen was uit te treden. Omdat zijn overmatig drank- en drugsgebruik Isbell onbetrouwbaar had gemaakt, had Hood hem gevraagd een pauze te nemen.
Kort na het vertrek van Isbell op 20 april 2007, kondigde Patterson Hood via de website van de band aan dat Spooner Oldham, een oude vriend van de Hood-familie, zich bij de band zou voegen om keyboard te spelen voor de reeks akoestische optredens The Dirt Underneath Tour. Deze uitgeklede tournee bepaalde de schrijfstemming en stijl voor de volgende publicatie Brighter Than Creation's Dark uit 2008, die nummer 37 bereikte in de Billboard 200 albumlijst en werd aangekondigd als een gothic meesterwerk. Spooner Oldham heeft bijgedragen aan de opname van het album en toerde met de band ter ondersteuning van de plaat. De plaat bevat 19 nummers, geklokt op meer dan 75 minuten (dus het vinylformaat van de plaat werd uitgebracht als een dubbelalbum), en bevat de eerste songbijdragen van bassiste Shonna Tucker. Toetsenist/achtergrondzanger Jay Gonzalez ging op tournee met de band toen Oldham stopte aan het einde van de Brighter Than Creation's Dark's Home Front Tour.
Op 7 juli 2009 bracht New West Records het tweede officiële livealbum en -dvd Live From Austin TX uit. Materiaal van Brighter Than Creation's Dark vormde het grootste deel van de veelal akoestische setlist. Dit was de eerste officiële publicatie met Jay Gonzalez als het officiële zesde bandlid. Hood herinnerde zich later deze opname als absoluut het beste gefilmde optreden dat de band ooit heeft gehad.

### Vertrek bij New West Records
Nadat ze waren vrijgegeven door New West Records, kwamen de Drive-By Truckers in 2009 de studio binnen en kwamen naar voren met twee albums aan materiaal. De nummers werden verdeeld tussen The Big To Do (2010) en de Drive-By Truckers R&B Murder Album Go-Go Boots (2011). The Big To-Do bezorgde de band verdere media-aandacht, wat resulteerde in hun hoogste hitparadesucces, optredens in de Late Night-shows van David Letterman en Jimmy Fallon en een geplande tourneeopening voor Tom Petty & the Heartbreakers. Tijdens een optreden in de Late Show with David Letterman in juni 2011, speelde de band een cover van het nummer Everybody Needs Love van Eddie Hinton en werd door Letterman gevraagd om een toegift te spelen. Samen met John Hiatt, de Engelse band The Heavy en het in Alabama gevestigde St. Paul & The Broken Bones zijn zij de enige muzikale act die ooit is gevraagd om een toegift in zijn show te spelen. Omdat het contract van de band met New West Records afliep nadat The Fine Print was uitgebracht, tekende de band bij ATO Records en bracht daar The Big To-Do en Go-Go Boots uit.
Op 17 april 2010 bracht de band een single uit, geschreven door Mike Cooley ter herdenking van Record Store Day. Your Woman Is a Living Thing / Just Maybe is de enige plaat die de Drive-By Truckers uitsluitend in vinyl hebben uitgebracht. Digitale downloads van de single zijn nu te vinden op de website van de band, evenals op Facebook. Op basis van het succes van de single besloot de band om een limited edition (2.500 exemplaren) speciale 10-inch 45 uit te brengen met de twee nieuwe nummers The Thanksgiving Filter / Used to Be a Cop, op Black Friday van 2010. Beide nummers verschenen ook op het album Go-Go Boots.
New West Records bracht Ugly Buildings, Whores, and Politicians: Greatest Hits 1998-2009 uit op 2 augustus 2011. De aankondiging werd onmiddellijk met gemengde gevoelens ontvangen door fans.

### 2011–2017: Meer bezettingswisselingen,English OceansenAmerican Band
Op 5 december 2011 maakte Patterson Hood via Facebook bekend dat bassiste Shonna Tucker de Drive-By Truckers had verlaten. David Barbe verving Tucker voor hun volgende shows totdat Matt Patton van The Dexateens zich bij de band voegde voor hun voorjaarstournee van 2012. John Neff vertrok ook op 27 december 2012; er werd geen derde gitarist ter vervanging aangekondigd en alle tournees in 2013 bestonden uit Cooley en Hood op gitaar met Gonzalez afwisselend op keyboard en gitaar. Sinds die tijd is Gonzalez zowel keyboard als gitaar blijven spelen, waardoor de band hun kenmerkende drie-gitaargeluid kan dupliceren wanneer dat nodig is.
Tijdens de oudejaarsshow van Drive-By Truckers 2013 in de 9:30 Club in Washington D.C. werd aangekondigd dat een uitgebreide vinylpublicatie van hun eerste livealbum Alabama Ass Whuppin' in 2013 zou worden uitgebracht.
Op 3 augustus 2013 onthulde Hoods Instagram-account dat de band was begonnen met het opnemen van hun volgende album in Chase Park Transduction in Athens. Uitgebracht op 4 maart 2014, liet English Oceans zien dat Gonzalez een officieel lid van de band was geworden. Weer teruggebracht tot vijf leden, liet de band op het album een meer eenvoudige en directe hardrockstijl horen. Het album kwam binnen op nummer 16 in de Billboard-hitlijsten, wat de beste klassering uit hun carrière vertegenwoordigde.
De band bracht in 2015 geen nieuw studioalbum uit, maar bracht in plaats daarvan het livealbum It's Great to Be Alive uit. Het album werd opgenomen gedurende drie nachten in de Fillmore in San Francisco op 20, 21 en 22 november 2014.
De band bracht hun 11e album American Band uit op 30 september 2016. Het album bevatte dezelfde bezetting als English Oceans en bevatte de meest politiek georiënteerde teksten uit de carrière van de band. Ze kondigden de tournee Darkened Flags Tour aan ter ondersteuning van de plaat in juni van hetzelfde jaar.
In november 2017 brachten ze de politiek geladen single The Perilous Night uit, wat een voortzetting is van hun toegenomen focus op protestliederen.

### 2018–heden:The Unraveling,The New OKenWelcome 2 Club XIII
Op 11 september 2018 deelde de band een foto via hun Instagram-pagina waarin werd gezinspeeld dat ze momenteel aan hun 12e studioalbum werkten. Het album The Unraveling werd uitgebracht op 31 januari 2020, waardoor het tot nu toe de langste onderbreking tussen studioalbums voor de band is. Op 30 september 2020, slechts acht maanden na het uitbrengen van The Unraveling, kondigde de band hun dertiende studioalbum The New OK aan. Het werd de volgende vrijdag beschikbaar gesteld op alle streamingplatforms. Op 12 april 2022 kondigde de band hun veertiende studioalbum Welcome 2 Club XIII aan. Dezelfde dag werd het titelnummer uitgebracht als de eerste promotionele single. De titel is ontleend aan de locatie waar oprichters Patterson Hood en Mike Cooley aan het begin van hun carrière optraden.

## Samenwerking met anderen
In 2007 maakte Drive-By Truckers een back-up van Bettye LaVette op haar comeback-album The Scene of the Crime, dat op 25 september werd uitgebracht bij Anti Records. The Scene of the Crime werd voornamelijk opgenomen in de FAME Studios in Muscle Shoals, Alabama. Hierop transformeert LaVette country- en rocknummers geschreven door onder meer Willie Nelson, Elton John en Don Henley in kritische minidrama's. The Scene of the Crime werd genomineerd voor een Grammy Award voor «Best Contemporary Blues Album» en belandde in talloze Best of 2007-lijsten. Drive-By Truckers-frontman Patterson Hood produceerde het album samen met LaVette. Het album bevat ook een nummer dat werd geschreven door LaVette en Hood.
Drive-By Truckers ondersteunde Booker T. Jones op zijn instrumentale album Potato Hole, dat werd uitgebracht op 21 april 2009. Neil Young droeg ook nagesynchroniseerd gitaarwerk bij aan het album; de Drive-By Truckers en hij hebben elkaar nooit in de studio ontmoet. Potato Hole bevat een heropname van het door Cooley geschreven nummer Space City, dat oorspronkelijk werd uitgebracht op het album A Blessing And A Curse. De band trad op met Jones als Booker T and the DBTs op het Bonnaroo Music and Arts Festival op 14 juni 2009. Op 31 januari 2010 won Potato Hole de prijs voor «Best Pop Instrumental Album» bij de 52e Grammy Awards.
Eind 2009 bracht Barr Weissman de documentaire The Secret To A Happy Ending uit over de Drive-By Truckers. De film volgt de band gedurende drie bijzonder inspannende jaren van hun carrière en legt hun bijna-uiteenvallen vast, evenals het vertrek van Jason Isbell uit de band.

## Discografie

### Studioalbums
- 1998: Gangstabilly
- 1999: Pizza Deliverance
- 2001: Southern Rock Opera
- 2003: Decoration Day
- 2004: The Dirty South
- 2006: A Blessing and a Curse
- 2008: Brighter Than Creation's Dark
- 2010: The Big To-Do
- 2011: Go-Go Boots
- 2014: English Oceans
- 2016: American Band
- 2020: The Unraveling
- 2020: The New OK

### Livealbums
- 2000: Alabama Ass Whuppin'
- 2009: Live from Austin, TX
- 2015: It's Great to be Alive

### Verzamelalbums
- 2009: The Fine Print: A Collection of Oddities and Rarities
- 2011: Ugly Buildings, Whores, and Politicians: Greatest Hits 1998-2009